# Kamoya Kimeu
Kamoya Kimeu (Condado de Makueni, 1940) es uno de los recolectores de fósiles humanos más exitosos en el mundo. Nació en el grupo étnico keniano de los Kamba. Trabajó con Richard Leakey y Meave Leakey, y es el responsable de algunos de los descubrimientos arqueológicos más destacados, como el cráneo KNM ER 1813 (perteneciente a Homo habilis) y un esqueleto casi completo conocido como el Niño de Nariokotome (KNM WT 15000) y asociado a Homo erectus. Dos especies de primates llevan en su nombre científico referencias a su persona: Kamoyapithecus hamiltoni y Cercopithecoides kimeui.
Kamoya Kimeu comenzó a trabajar en paleoantropología como ayudante de Louis Leakey y Mary Leakey en la década de los 50. En 1963 se unió a las expediciones de Richard Leakey, hecho que le llevó en 1967 al río Omo y al lago Rodolfo (conocido actualmente como Lago Turkana). La confianza con Richard Leakey fue tal que asumió el control de los trabajos de campo en su ausencia. En 1977 consiguió el puesto de conservador de todos los yacimientos prehistóricos de Kenia de los Museos Nacionales de Kenia.